# بانديليلا رينونج
بانديليلا رينونج بامج (من مواليد 2 مارس 1993) لاعبة غطس ماليزية حصلت على الميدالية الأولمبية مرتين، وفازت بما مجموعه خمس ميداليات في بطولة العالم.

## روابط خارجية
- بانديليلا رينونج على موقع الاتحاد الدولي للسباحة (الإنجليزية)
- بانديليلا رينونج على موقع قاعدة بيانات الغوص IAT (الألمانية)
- بانديليلا رينونج على موقع اللجنة الأولمبية الدولية (الإنجليزية)
- بانديليلا رينونج على موقع أوليمبيديا (الإنجليزية)
- بانديليلا رينونج على موقع اتحاد ألعاب الكومنولث (مؤرشف) (الإنجليزية)
- بانديليلا رينونج على موقع اتحاد ألعاب الكومنولث (مؤرشف) (الإنجليزية)
- بانديليلا رينونج على موقع دورة ألعاب الكومنولث 2014 (مؤرشف) (الإنجليزية)